# François Bernard de Mongenet
François Bernard de Mongenet, né le 17 décembre 1765, à Vesoul, mort le 16 septembre 1828, à Plombières-les-Bains), est un général français de la Révolution et de l’Empire.

## Biographie
François Bernard de Mongenet était le plus jeune des fils de Claude François Joseph de Mongenet (16 avril 1716 - Vesoul ✝ 10 janvier 1793 - Vesoul), écuyer, conseiller au bailliage et présidial de Vesoul, et Bernardine d'Agay (1728 ✝ 1785).
Mongenet choisi la carrière des armes : lieutenant en second surnuméraire au régiment de la Fère le 1er septembre 1784), lieutenant en second le 6 janvier 1785. Il est nommé premier lieutenant au 3e régiment d'artillerie, puis second capitaine au 5e régiment d'artillerie. Remplacé dans son emploi le 6 février 1792, Mongenet émigre et sert quelques mois à l'armée de Condé. Il passe une année en Allemagne.
Il obtient le 1er avril 1787 un congé de deux ans pour faire ses caravanes à ordre de Saint-Jean de Jérusalem. Quand il décide de faire ses caravanes à l'île de Malte, il tombe au moment où Malte est prise par Napoléon les 10 et 11 juin 1798 mettant ainsi fin à l'Ordre. Remis en activité de service dans son grade de capitaine d'artillerie par le général Bonaparte le 14 juin 1798, il est nommé chef de bataillon provisoire par Kléber le 1er mai 1800 sous les ordres duquel il fait la campagne d'Égypte. Confirmé par le premier Consul le 18 décembre 1801, il est ensuite nommé sous-directeur à Valenciennes puis chef d'état-major du parc d'artillerie à Bréda le 30 avril 1803 et est employé au camp d'Utrecht. Le commandant Mongenet est chef de l'état-major d'artillerie de l'armée qui, sous les ordres de Mortier, fait son entrée à Hanovre le 5 juin 1803.
Au 2e corps de la Grande Armée en 1805, il est envoyé dans l'année 1807 à l'armée de Dalmatie et y devient colonel le 30 mars 1808, directeur de l'artillerie à Raguse le 22 septembre 1808, chef d'état-major de l'artillerie en 1810, commandant de l'artillerie de l'armée d'Illyrie en 1811. C'est à cette époque qu'il est créé baron de l'Empire le 16 décembre 1810. Colonel du 4e régiment d'artillerie à pied le 28 mars 1811, il est attaché au corps de réserve de cavalerie, 4e corps de la Grande Armée le 7 février 1812. C'est dans cette position qu'il fait la campagne de Russie en 1812.
Après avoir assisté aux batailles de Lutzen le 2 mai 1813 et de Bautzen le 20 mai suivant, le baron Demongenet est nommé général de brigade d'artillerie le 4 juin 1813, et commandeur de la Légion d'honneur le 19 septembre suivant. Au mois de novembre de la même année, il commande l'artillerie de l'Alsace, de Huningue à Landau, dans l'arrondissement du duc de Bellune.
Les Bourbons le mettent à la tête de l'École d'artillerie de Besançon. Il reçoit la croix de Saint-Louis le 19 juillet 1814.
Durant les Cent-Jours, il est commandant de l'artillerie du 7e corps à l'armée des Alpes le 6 mai 1815. Sous les ordres du général Valée, il est employé aux équipages de réserve de la place de Paris le 15 juin 1815. Il cesse ses fonctions au mois de juillet. Il dépose en novembre de la même année, dans le procès du maréchal Ney avec lequel il a eu quelques relations avant le 30 mars : mais ses dépositions sont peu importantes, ni à charge ni à décharge du maréchal.
François Bernard de Mongenet est mis à la retraite par ordonnance du 9 février 1816.

## Titres
- Baron Demongenet et de l'Empire le 16 décembre 1810.